# George Pataki
George Elmer Pataki (New York, 24 juni 1945) is een Amerikaans politicus van de Republikeinse Partij. Hij was van 1995 tot 2006 gouverneur van de staat New York. Pataki is van Ierse, Italiaanse en Hongaarse afkomst.
In 1967 studeerde hij af aan de Yale-universiteit en in 1970 studeerde hij af in de rechten aan de Columbia-universiteit. In 1971 werd hij in de wetgevende vergadering van de staat New York gekozen. Van 1981 tot 1984 was Pataki burgemeester van Peekskill (New York). In 1994 won hij de gouverneursverkiezingen van New York en in 1995 werd hij als gouverneur beëdigd. In 1998 werd hij herkozen.
Pataki stond altijd bekend als vrij gematigd. Hij is geen persoonlijk voorstander van abortus maar vindt wel dat abortus legaal moet blijven. Daarmee staat hij lijnrecht tegenover George W. Bush, de voormalige Amerikaanse president. Ook vindt Pataki dat homoseksuelen dezelfde rechten moeten krijgen als heteroseksuelen. Hij heeft zelfs een wetsvoorstel ingediend voor gelijke behandeling, maar de New Yorkse Senaat hield deze tegen. In 2003 kwam het wetsvoorstel echter wel door de Senaat. In zijn laatste periode als gouverneur verving Pataki echter liberale republikeinen op hoge posten door conservatieve republikeinen, in de hoop de gunst van de conservatieve New Yorkers voor zich te winnen.
- Bibsys: 10078220
- CiNii: DA16398981
- Gemeinsame Normdatei: 132768259
- International Standard Name Identifier: 0000 0000 7876 7237
- Library of Congress Control Number: n98010061
- Nationale Bibliotheek van Israël: 987007328905705171
- Nederlandse Thesaurus van Auteursnamen: 315223693
- SNAC: w6zp4q4d
- Système universitaire de documentation: 231203462
- Union List of Artist Names: 500285710
- Virtual International Authority File: 26372822
- WorldCat: E39PBJkhF4QFh6Rp46RwrCp773